# Волински национален парк
Волинският национален парк (на полски: Woliński Park Narodowy) е един от 23-те национални парка в Полша. Разположен е в северозападната част на страната, близо до границата с Германия, на територията на Западнопоморско войводство. Обхваща части от остров Волин, устието на река Швина и Шчечинската лагуна. Парковата администрация се намира в град Мендзиздрое.
Създаден е на 3 март 1960 година, с наредба на Министерския съвет. Първоначално заема площ от 4 691 хектара. През 1996 година площта му е увеличена до 10 937,40 хектара и е създадена буферна зона от 3 368,64 хектара.

## Фотогалерия
- Велопътека
- Букова гори при Мендзиздрое
- Специално охранявана територия на местообитания „Волин и Узнам“
- Зубър на о-в Волин
- Езеро „Туркусо̀ве“
- „Ка̀вча Гу̀ра“
- Езеро „Чайче“